# Josué Colmán
David Josué Colmán Escobar (ur. 25 lipca 1998 w Asunción) – paragwajski piłkarz występujący na pozycji lewego skrzydłowego, reprezentant Paragwaju, od 2025 roku zawodnik meksykańskiego Querétaro.